# Cung Công
Cung Công (共工), hay Cung Công thị (共工氏), đôi khi phiên âm thành Cộng Công, còn có tên Khang Hồi (康回), là một nhân vật thần thoại Trung Hoa, là vị thần nước cổ đại. Cũng có tài liệu cho rằng Cung Công là một bộ lạc thường gây loạn trong Tứ tội.

## Tức giận húc đổ núi Bất Chu
Theo Liệt Tử, Cung Công là thủy thần, con trai của Chúc Dung (cháu năm đời của Viêm Đế), mặt người, thân rắn, tóc đỏ, cưỡi rồng đen, quản lý bảy phần hải dương, sông ngòi, ao đầm của thế gian.
Chuyên Húc kế ngôi Hoàng Đế, thi hành chính sách cắt đứt sự kết nối của trời đất. Các thần không có tự do, mà người trên mặt đất cũng oán thán vang vọng trời đất. Cung Công vì thế tạo phản, hướng Chuyên Húc tuyên chiến, đánh nhau với Chúc Dung. Hai bên hỗn chiến ở núi Bất Chu, là nơi Nữ Oa chém bốn chân rùa để vá trời.
Hai bên chém giết hơn mười ngày, quân Cung Công sắp thua. Cung Công đau lòng, nổi giận gầm lên một tiếng, húc đầu vào núi Bất Chu tự vẫn. Chỉ sau một tiếng, núi Bất Chu sập xuống. Trời hướng tây bắc đổ xuống vì mất đi cột chống. Mặt trời, mặt trăng, các tinh tú chảy về phía tây. Mặt đất hướng đông nam cũng sụp xuống. Trăm sông bởi vậy mà đổ về đó. Vũ trụ từ đó hình thành quy luật mới, các vì sao vận hành theo chu kỳ, trăm sông đổ về một biển.

## Phát động hồng thủy
Theo Hoài Nam Tử, Cung Công vốn bị lưu đày. Đời Thuấn, Cung Công trở lại, gọi hồng thủy, khiến cho mặt đất một mảnh trắng xóa. Vũ nhận trách nhiệm trị thủy, cùng Cung Công đánh một trận ác chiến, thành công trừ hại. Cung Công chiến bại, bị trục xuất ra Cung Thành thuộc U Châu, được xếp vào một trong Tứ tội.
Thời Tùy Đường, Cung Thành thuộc địa giới huyện Yến Nhạc, Đàn Châu. Thời Thanh, di chỉ nằm ở hướng đông bắc, cách huyện lỵ huyện Mật Vân 50 dặm.

## Thần tử Tương Liễu
Theo Sơn hải kinh, Tương Liễu là thần tử của Cung Công. Tương Liễu thị là quái vật thân rắn, chín đầu người, tham lam vô độ. Nơi nào Tương Liễu đi qua sẽ lõm thành đầm lầy, nước trong đầm không độc cũng chua, biến vùng đó thành đất hoang, không người có thể sinh tồn. Vũ trị thủy, đánh đuổi Cung Công, chém giết Tương Liễu. Máu Tương Liễu chảy ra, khiến đất đai không thể sản sinh ngũ cốc, dùng đất lấp không được. Vũ ba lần lấp, ba lần sụp, bèn đem đất đó làm hồ, xây thần đàn, thờ Thiên đế, trấn áp yêu ma.

## Thủy thần
Sau khi Cung Công chết, người dân thờ làm Thủy sư (水师; thần thủy lợi). Con của Cung Công là Câu Long được tôn làm xã thần (tức thổ địa). Dù Cung Công làm nhiều việc ác, nhưng vì thần lực mà khiến dân chúng kính sợ.

## Trong văn hóa đại chúng
Cung Công xuất hiện trong trò chơi điện tử Hiên Viên kiếm ngoại truyện Khung chi phi của Softstar.